# Maurice Piat
Maurice Piat (nascut el 19 de juliol de 1941 a Moka) és un religiós espirità mauricià, bisbe de Port-Louis des de 1993 i cardenal des del 19 de novembre de 2016.
Maurice Piat va néixer el 1941 al districte de Moka, a Moka, Maurici en el si d'una família de colons francomauricians instal·lada a l'illa des de feia 2 segles. Estudià al Collège du Saint-Esprit a Quatre Bornes i després inicià el noviciat per l'orde espiritià a Irlanda, on realitzà la seva professió solemne el 8 de setembre de 1962. Obtingué un títol de batxiller a Dublín. Estudià pel presbiterat al seminari pontifici francès de Roma, on s'ordenà el 2 d'agost de 1970. Assolí una llicenciatura en teologia per la Pontifícia Universitat Gregoriana el 1972. Aquell mateix any passà tres mesos a Bangalore en servei pastoral.
Tornà a Maurici i treballà com a catequista i professor a la seva antiga escola fins al 1982, quan va ser fet responsable pels seminaristes a Vacoas. Des de 1977 i fins al 1979 seguí un curs de formació diocesana a París. Tornà a la seva pàtria per servir com a vicari de la parròquia de Saint-François-d'Assise a Pamplemousses des de 1979 a 1985. Esdevingué pastor de la parròquia de la Immaculé-Coeur-de-Marie al districte de Riviere-du-Rempart el 1986. Des de 1981 va estar al càrrec del pla diocesà pastoral.
El 21 de gener de 1991 el Papa Joan Pau II el nomenà bisbe coadjutor de la diòcesi de Port Louis. Rebé la consagració episcopal el 19 de maig de 1991 de mans del cardenal Jean Margéot. Escollí com a lema "Pousse vers le large" ("tira llac endins"), una frase que Jesús pronuncia a l'evangeli de Lluc, quan ordena a Pere que torni al llac a pescar. El 15 de març de 1993 va ser nomenat bisbe de Port Louis i s'instal·là a la seu aquell mateix any. Piat serví com a President de la Conferència Episcopal de l'Oceà Índic entre 1996 i 2002.
El març del 2009 el govern de Maurici el va fer Gran Oficial de l'orde de l'Estrella i la Clau de l'Oceà Índic.
El 2014 Piat participà en la Sínode de la Família.
Presentà la seva dimissió com a bisbe en fer 75 anys, com preveu el dret canònic. El Papa Francesc anuncià el 9 d'octubre de 2016 que elevaria Piat al Col·legi Cardenalici en un consistori a celebrar el 19 de novembre. Va ser el segon mauricià en ser cardenal (l'altre va ser Jean Margéot. Va rebre el títol cardenalici de cardenal prevere de Santa Teresa al Corso d'Italia.

## Honors
Gran Oficial de l'orde de l'Estrella i la Clau de l'Oceà Índic - març de 2009